# Trochosa wundurra
Trochosa wundurra este o specie de păianjeni din genul Trochosa, familia Lycosidae, descrisă de Mckay, 1979.
Este endemică în Western Australia. Conform Catalogue of Life specia Trochosa wundurra nu are subspecii cunoscute.